# Saudosismo
Saudosismo bezeichnet in der portugiesischen Literaturgeschichte eine Bewegung sowohl der Erneuerung der portugiesischen Dichtung als auch der portugiesischen Nation (Renascença Portuguesa) mit Höhepunkt in der zweiten Dekade des 20. Jahrhunderts.
Der Begriff leitet sich her von portugiesisch saudade, was nur ungefähr mit Sehnsucht, Schwermut übersetzt werden kann.
Der Begründer und Hauptvertreter des Saudosismo, Joaquim Pereira Teixeira de Pascoaes (recte: de Vasconcelos, 1877–1952), forderte die Besinnung auf die „portugiesische Seele“ (alma portuguesa), die er in der saudade erblickt:
„Die saudade ist die durch das Leiden vergeistigte leibliche Liebe oder die durch das Verlangen verdinglichte geistige Liebe; sie ist Venus und Mutter Gottes in einer einzigen Frau. Sie ist die Synthese aus Himmel und Erde; der Punkt, in dem alle kosmischen Kräfte sich kreuzen; der Mittelpunkt des Alls: die Seele der Natur in der menschlichen Seele und die Seele des Menschen in der Seele der Natur. [...] Sie ist eine latente Seelenverfassung, die morgen Bewusstsein und Lusitanische Kultur sein wird“.
Als Hauptmerkmal der Dichtung gilt denn auch das „Mysterium“, die „leidenschaftliche Kommunizierung mit den Dingen“, die sich dem Menschen noch nicht offenbart haben. Der moderne portugiesische Lyriker Fernando Pessoa (1888–1935), einige Zeit lang Anhänger der Bewegung, zitierte 1912 diese Verse von Teixeira de Pascoaes als „repräsentativ“ für den „erhebenden Ton“ (elevação) des Saudosismo:

„A folha que tombava
Era alma que subia.“

„Das Blatt, das niedersank,
War Seele, die emporstieg.“

Die Verwandtschaft zum französischen Symbolismus lehnen Pessoa wie auch Teixeira de Pascoaes entschieden ab.